# آرو (پلی‌نزی فرانسه)
آرو 
(به تاهیتیایی: Arue) یک کُمون در حومه پاپِه ته در پلی‌نزی فرانسه، یک مجموعه فرادریایی فرانسه در اقیانوس آرام است.آرو در جزیره تاهیتی، در بخش اداری جزایر بادگیر واقع شده است. جزابر بادگیر، خود بخشی از جزایر انجمن هستند. در سرشماری سال ۲۰۲۲ جمعیت آرو برابر با ۱۰٬۳۲۲ نفر بوده است.
کُمون آرو شامل جزیره مرجانی تِتی آروآ 
(به تاهیتیایی: Tetiʻaroa) است این آب سنگ حلقوی (خوست) که در سال ۲۰۱۷ دارای جمعیت ۲۴۰ نفربود، دارایی (در اجاره طولانی مدت) خانواده مارلون براندو بوده و دارای مساحتی برابر (۵٬۵۸ کیلومتر مربع/۲٬۲۶ مایل مربع است و در ۵۸ کیلومتری (۳۶ مایل) شمال تاهیتی قرار دارد.

## تاریخچه

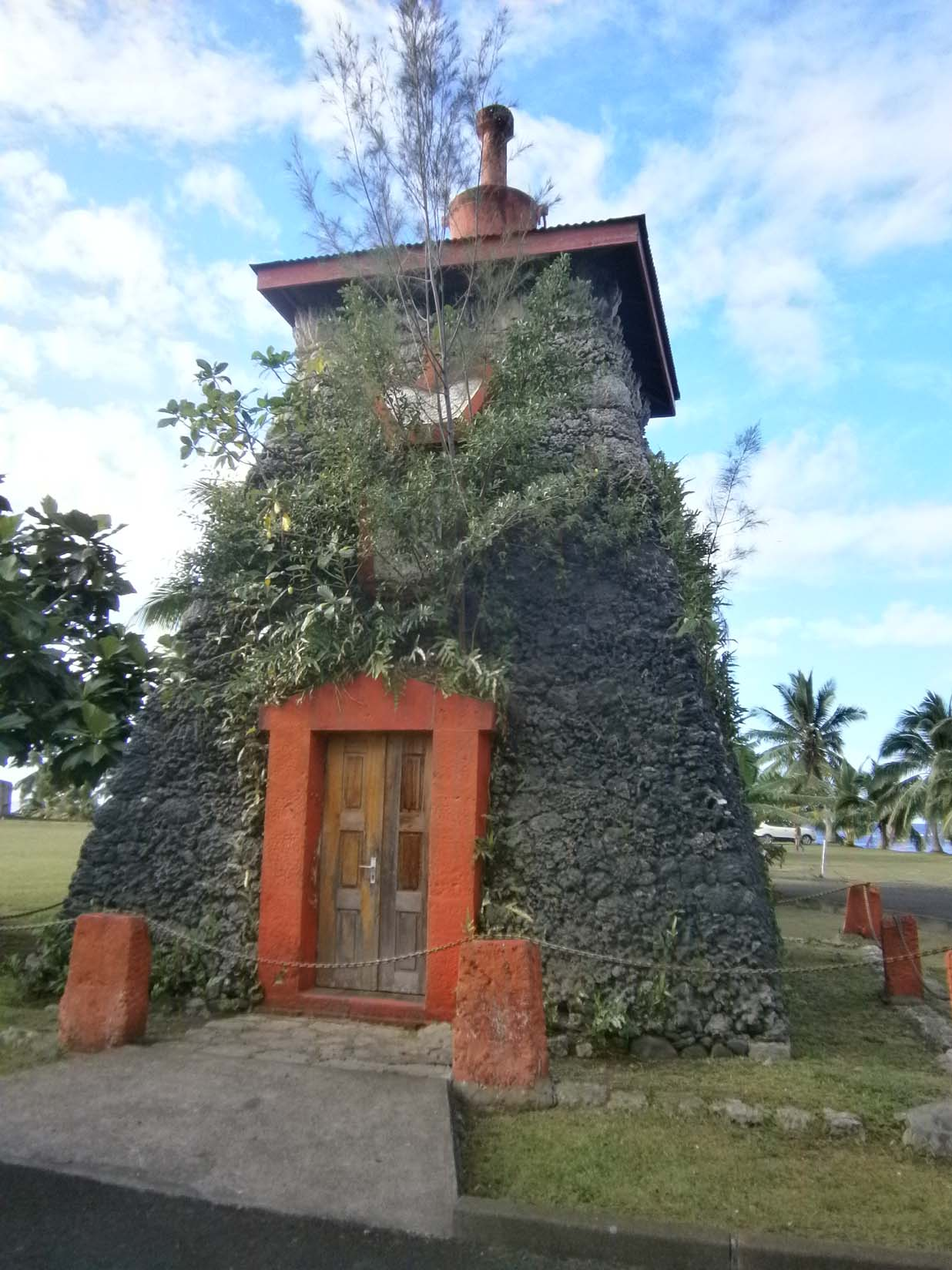
آرامگاه پوماره پنجم آخرین پادشاه تاهیتی درآرو

آرو شهری دلپذیر و دوست داشتنی است که انسان‌های بزرگ و سرشناسی را مجذوب خود نموده است. اولین بار مهاجران پلی‌نزیایی در حدود سال ۱٬۰۰۰ میلادی در منطقه آرو سکونت گزیدند. آنها خانه‌هایی از علف و گل ساخته و با نیزه به شکار ماهی می‌پرداختند. این شهر خاستگاه خاندان پادشاهی تاهیتی، دودمان پوماره بوده، مکانی است که تاریخ و فرهنگ را با هم ترکیب نموده است. کاپیتان جیمز کوک برای مشاهده گذر زهره به تاهیتی سفر نمود.

### هنری نات، یک مأموریت: کتاب مقدس

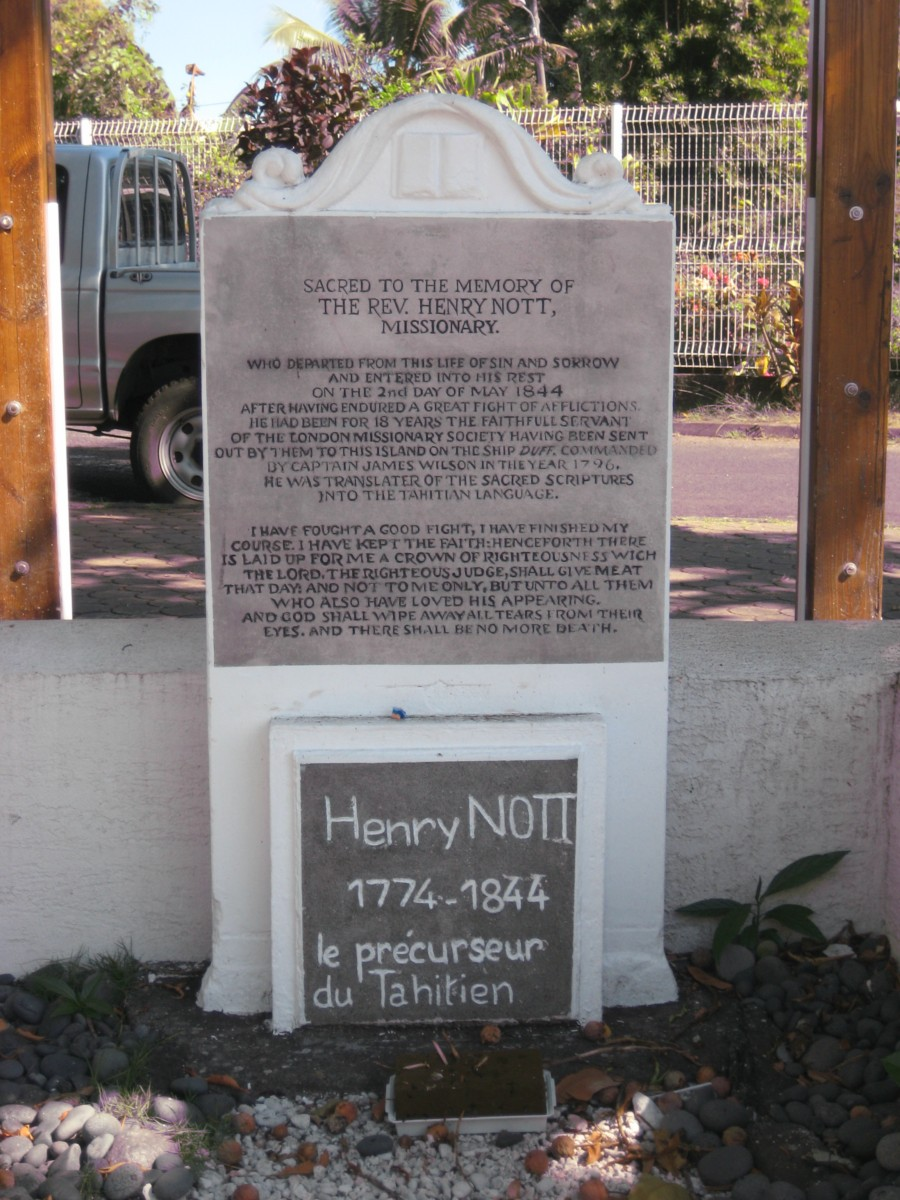
آرامگاه هنری نات درآرو

هنری نات، متولد ۱۷۴۴، وفتی تنها بیست و سه سال داشت از طرف انجمن مبلغان لندن به تاهیتی اعزام شده و پا به آن جزیره گذاشت تا مردمان تاهیتی را به آئین پروتستانتیسم دعوت نماید. او هجده سال را صرف ترجمه کتاب مقدس به زبان تاهیتیایی نمود که سالزور آن در ۵ مارس هر سال جشن گرفته می‌شود. وی بود که در سال ۱۸۱۹ در کلیسای بزرگ پروتستان واقع در آرو، دین پادشاه تاهیتی پوماره دوم را تغییر داده و وی را غسل تعمید داد. او همچنین معتمد و مشاور شاه معروف می‌شود.
هنری نات در سال ۱۸۴۴ درگذشت، در نزدیکی محل دفن پادشاه پوماره در قلب آرو به خاک سپرده شد.